# Mylabris varians
Mylabris varians là một loài bọ cánh cứng trong họ Meloidae. Loài này được Gyllenhall miêu tả khoa học năm 1817.